# Place Paul-Painlevé (Paris)
Pour les articles homonymes, voir Place Paul-Painlevé.
La place Paul-Painlevé est une voie située dans le quartier de la Sorbonne du 5e arrondissement de Paris.

## Situation et accès
La place Paul-Painlevé est une voie publique située dans le 5e arrondissement de Paris. Elle se trouve au croisement de la rue Du Sommerard, de la rue de Cluny et de la rue des Écoles.
Elle est desservie à proximité par la ligne 10 à la station Maubert - Mutualité.

## Origine du nom
Cette place porte le nom du mathématicien, homme politique et président du Conseil de la Troisième République Paul Painlevé (1863-1933).

## Historique
Cette place est décidée en 1855 et réalisée en transformant différentes parties des rues de la Sorbonne, Du Sommerard et de Cluny en un square avec des arbres et statues, directement en face de la grande entrée de la Sorbonne. Elle prend son nom actuel en 1934.
Au XVe siècle, à l'angle des actuelles rues Du Sommerard (anciennement rue des Mathurins) et de la Sorbonne, se trouvait l'hôtel particulier du président Bizet. Le maréchal Nicolas de Catinat y naît en 1637. Par la suite occupé par des libraires-imprimeurs, il est détruit au XIXe siècle. À l'origine, l'hôtel devait être remplacé par un immeuble de sept étages, ce qui aurait bouché la vue sur le musée de Cluny. Finalement, la ville de Paris et l'État achètent le terrain.

## Bâtiments remarquables et lieux de mémoire
- Au centre de la place Paul-Painlevé se trouve le square Samuel-Paty, nommé ainsi en 2021. Le square portait auparavant également le nom de Paul Painlevé. Il accueille notamment une statue de Montaigne du sculpteur Paul Landowski, qui y fut installée en 1934.
- Au nord, la place longe le musée de Cluny[1].
- Au sud, elle fait face à l'entrée d'honneur de la Sorbonne, construite entre 1885 et 1901[1].